# Persön
Persön es una localidad perteneciente al municipio de Luleå, condado de Norbotnia, provincia de Norbotnia, Suecia.

## Superficie
Cuenta con una superficie de 0,6300 kilómetros cuadrados.

## Demografía
Hasta 2020 la población era de 223 habitantes, con una densidad de población de 354,0 habitantes por kilómetro cuadrado. Con una estructura demográfica conformada por 118 hombres que representan el 52,9% y 105 mujeres para un 47,1% de la población total. De estos, el 24,2% corresponden a menores de edad y personas de 0-19 años, 58,3% a personas entre 20-64 años y el 17,5% a personas de 65 o más años.
| Gráfica de evolución demográfica de Persön entre 1990 y 2020 |
|                                                              |
| Datos según la Oficina Central de Estadísticas de Suecia.    |